# キューネ発酵管
キューネ発酵管（キューネはっこうかん）は微生物学の実験器具で、アルコール発酵の発生気体の検出に用いられる発酵管の一種。高等学校での授業での実験にしばしば用いられる。別名はアインホルン管（Einhorn's tube）。

## 特徴
「酵素(enzyme)」という用語の命名者であるウィルヘルム・キューネが考案した発酵管である。
高校生物の授業でのアルコール発酵の実験において、キューネ発酵管がしばしば利用されている。こうした実験では気体の増加量・発生量を測定するというよりは、生成物を調べる目的で使われることが多い。キューネ発酵管はゴム管・ガラス管・ゴム栓といった付属器具を必要とせず、また時間的制約の大きい高校生物の実験において、管部を傾けるだけという簡単な操作で実験ができることが利点である。
しかし発生気体が取り出しにくいことや、加熱しづらいといった短所があるため、いくつかの点で改良した独自の実験器具も複数考案されている。

## 構造
「J」の字をした発酵管で、グルコース溶液やドライイーストなどを入れてから、片側の膨らんだ部分の穴に綿栓をして利用する。発生気体は綿栓した部分の反対側にある盲管部に溜まる。